# Rosalind Eleazar

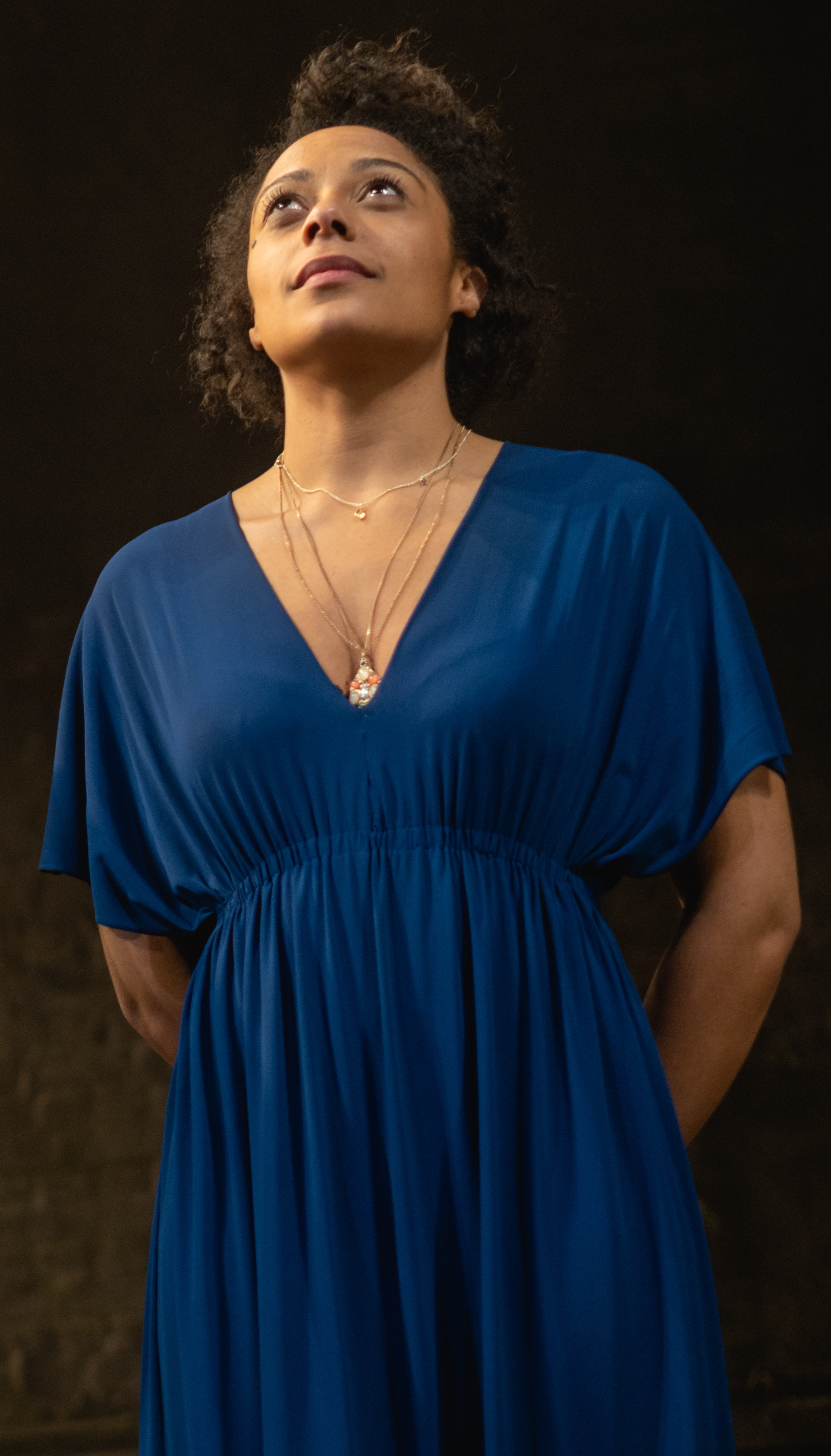
Rosalind Eleazar (2020)

Rosalind Eleazar (* 29. August 1988 in London) ist eine britische Film- und Theaterschauspielerin, die unter anderem in der Netflix-Serie Missing You (Ich vermisse dich) mitspielte.

## Leben
Rosalind Eleazar ist die Tochter der Britin Deborah Eleazar und des ghanaischen Politikers Major Courage Quashigah. Sie wuchs bei ihrer Mutter in Clapham, Süd-London auf. Mit 13 Jahren erhielt sie ein Stipendium der schottischen Privatschule Gordonstoun. Nach der Schule studierte sie an der University of Nottingham und erwarb einen Abschluss in Mandarin und Spanisch. Anschließend lebte sie eine Zeitlang in Ghana, wo sie in einer TV-Produktion arbeitete und unter anderem half, die Realityshow The X-Factor in Ghana zu starten. Motiviert durch ihre Geschwister in Ghana beschloss sie, eine Ausbildung als Schauspielerin zu machen. Dazu zog sie wieder zurück nach Großbritannien und studierte an der Kunstakademie Lamda (London Academy of Music and Dramatic Art).
Sie ist seit 2023 mit dem italienischen Filmproduzenten und Filmschauspieler Gabriele Lo Giudice verheiratet und lebt in London. (Stand 2025)

## Karriere
Nach ihrer Schauspielausbildung begann Rosalind Eleazar 2015 auf verschiedenen Bühnen in London und im Film zu arbeiten. Sie spielte unter anderem in den Theaterstücken The House of Barnada Alba, Plaques and Tangles, The Starry Messenger und Uncle Vanya mit. Für ihre Rolle der Yelena in Uncle Vanya erhielt sie 2020 den Equity´s Clarence Derwent Award.
Während der Pandemie arbeitete sie als Sprecherin. Ab 2022 war sie in der Rolle der Luise Guy in der mit einem Emmy gekrönten Fernsehserie Slow Horses zu sehen, die auf Apple TV ausgestrahlt wird. 2025 spielte Eleazar in der Netflix-Serie Missing You (Ich vermisse dich) die Hauptrolle der Kommissarin Kat Donavan. In dem Thriller, der auf dem gleichnamigen Buch von Harlan Coben beruht, verkörpert sie eine durch den Verlust ihres Vaters und ihres Verlobten traumatisierte Kommissarin, deren Welt plötzlich durch eine Reihe von Erkenntnissen radikal verändert wird. Ihre Darstellung wurde von Elisabetta Bianchini auf yahoo!news folgendermaßen charakterisiert: „The actor gives a moving performance with the structure of the show she's working within. It's emotive and you can really sense Kat's anger, sadness, vulnerability in such a layered portrayal of this character.“ (Die Schauspielerin gibt eine bewegende Vorstellung innerhalb der Struktur des Films, in dem sie spielt. Sie ist gefühlvoll und man kann Kats Wut, Traurigkeit und Verletzlichkeit in einer so vielschichtigen Darstellung dieser Figur wirklich spüren.)
In Mirror Seven News wurde sie als „one of the industry's rizing stars” (eine der kommenden Stars der Filmindustrie) und “exceptional talent” (außergewöhnliches Talent) bezeichnet.
Sie selbst gab in einem Interview an, dass sie trotz ihres Talents nicht damit gerechnet habe, dass sie Hauptrollen spielen würde: „I thought that wouldn’t happen due to the colour of my skin. … I am aware of colourism and of being mixed race.“ (Ich dachte, das würde aufgrund meiner Hautfarbe nicht passieren. ... Ich bin mir des „Kolorismus“ und der Tatsache bewusst, dass ich gemischter Herkunft bin.)
In Filmszenen und Fotos sind bisweilen ihre etwas verkürzten Finger zu sehen. Die Fingerform wurde durch Symbrachydactylie hervorgerufen, eine Entwicklungsstörung während der Schwangerschaft, deren Ursache medizinisch noch nicht erforscht wurde. Rosalind Eleazar spricht dieses Thema in Interviews nicht an; es heißt, weil sie lieber über ihre schauspielerische Darstellung definiert wird als über ein medizinisches Phänomen.

## Filmografie (Auswahl)
- 2016: NW (Spielfilm, als Shar)
- 2017: Howards End (als Jacky Bast)
- 2019: David Copperfield – Einmal Reichtum und zurück (als Agnes Wickfield)
- 2019: Deep Water (Fernsehserie, als Kate)
- 2020: Uncle Vanya (Spielfilm, als Yelena)
- 2022–2025: Slow Horses – Ein Fall für Jackson Lamb (Fernsehserie, als Luise Guy)
- 2023: Class of ’09 (Miniserie, als Vivienne McMahon)
- 2025: Ich vermisse dich (Fernsehserie, als Kat Donavan)